# V-Rally (серия игр)
V-Rally — серия гоночных видеоигр, первоначально разработанная и изданная французской компанией интерактивных развлечений Infogrames. Она дебютировала в 1997 году с выпуском одноименной игры для консоли PlayStation, которая была критически и коммерчески успешной в Европе.

## История
Серия дебютировала с выпуском V-Rally в 1997 году. Eden Studios, компания, которая развилась из команды Infogrames, разработавшей оригинальную игру, впоследствии будет разрабатывать продолжения V-Rally 2 в 1999 году и V-Rally 3 в 2002 году. По данным IGN, по состоянию на декабрь 2001 года серия V-Rally разошлась тиражом в четыре миллиона экземпляров по всему миру. И наоборот, The Guardian сообщила, что к октябрю 1999 года было продано почти 5 миллионов единиц. В 2017 году было отпраздновано 20-летие серии, и Eden продемонстрировала галерею изображений своих любимых раллийных автомобилей. Четвертая игра, V-Rally 4, была разработана Kylotonn и опубликована Bigben Interactive в 2018 году. Режиссёром игры стал Ален Ярниу, который ранее работал над версией V-Rally 3 для PlayStation 2 в качестве второстепенного программиста.

## Игры
| Название  | Дата выхода | Платформы                                                            | Разработчики                 | Издатели                    |
| --------- | ----------- | -------------------------------------------------------------------- | ---------------------------- | --------------------------- |
| V-Rally   | 1997        | PlayStation, Game Boy, Nintendo 64, Game Boy Color, Windows, Symbian | Eden Studios, Bit Managers   | Infogrames                  |
| V-Rally 2 | 1999        | PlayStation, Dreamcast, Windows                                      | Eden Studios                 | Electronic Arts, Infogrames |
| V-Rally 3 | 2002        | PlayStation 2, GameCube, Xbox, Windows, Game Boy Advance             | Eden Studios, Velez & Dubail | Atari                       |
| V-Rally 4 | 2018        | PlayStation 4, Xbox One, Windows, Nintendo Switch                    | Kylotonn                     | Bigben Interactive          |